# Better Than Chocolate
Pour plus de détails, voir Fiche technique et Distribution.
Better than Chocolate, ou Meilleur que le chocolat au Québec (Better than Chocolate en version originale), est un film canadien réalisé par Anne Wheeler, sorti en 1999.

## Synopsis
Maggie, 19 ans, vient de lâcher la fac et travaille dans une librairie lesbienne tenue par Frances. Elle rencontre Kim, une artiste peintre, en sortant du night-club où elle fait un spectacle avec une femme transgenre, Judy. C'est le coup de foudre entre Kim et Maggie, mais la mère de cette dernière, Lila, en instance de divorce, débarque avec le frère de Maggie, Paul...
L'action se situe dans la ville de Vancouver. Le film aborde aussi bien le coming out que les dildos ou les saisies douanières de publications pornographiques au Canada (à cause d'une loi inspirée par Catharine A. MacKinnon, et dont ont souffert Pat Califia ou Diane DiMassa).

## Fiche technique
- Scénario : Peggy Thompson
- Réalisation : Anne Wheeler
- Durée : 101 minutes
- Photographie : Gregory Middleton
- Musique : Graeme Coleman, Ani DiFranco
- Production : Alliance Communications Corporation / British Columbia Film Commission / National film Board of Canada
- Producteur : Sharon McGowan
Peggy Thompson
- Distribution : Motion International
Trimark Pictures
- Photo : Gregory Middleton
- Pays :  Canada
- Langue : anglais

## Distribution
- Karyn Dwyer (VQ : Valérie Gagné) : Maggie
- Christina Cox (VQ : Christine Bellier) : Kim
- Wendy Crewson (VQ : Johanne Garneau) : Lila
- Ann-Marie MacDonald (VQ : Anne Dorval) : Frances
- Marya Delver (VQ : Lisette Dufour) : Carla
- Kevin Mundy (VQ : Joël Legendre) : Paul
- Tony Nappo (en) (VQ : Stéphane Rivard) : Tony
- Jay Brazeau (VQ : Louis-Georges Girard) : Mr. L.B. Marcus, douane canadienne
- Beatrice Zeilanger : Bernice
- Peter Outerbridge (VQ : Carole Chatel) : Judy

Source et légende : Version québécoise (V. Q.) sur Doublage QC.

## Récompenses et distinctions
- Prix du public au Festival du film lesbien et gay de Londres.
- Prix du meilleur film au Festival du film gay et lesbien de Toronto.